# عبد الرحمن بن أم الحكم
عبد الرحمن بن عبد الله بن عثمان بن عبد الله بن ربيعة الثقفي، الملقب بابن أم الحكم، كان حاكماً وقائداً عسكرياً في أوائل الدولة الأموية. كان ابن أخ الخليفة معاوية بن أبي سفيان من خلال أخته أم الحكم وزوجها الثقفي.
بحسب الطبري، قام ابن أم الحكم بحملة على الأراضي البيزنطية عام 673. وفي سنة 678 عينه خاله واليًا على الكوفة بدلًا من الضحاك بن قيس. لكن ابن خياط قال إن هذا حدث قبل عام. وقال الطبري: وملك سنتين. لقد تعامل مع تمرد للخوارج، لكن حكمه اُعتبر قمعيًا وأجبره الكوفيون على الخروج. وفي سنة 679م حل محله النعمان بن بشير.
بعد طرده من الكوفة، تم تعيين ابن أم الحكم واليًا على مصر من قبل خاله. وبحسب الطبري، فقد منعه معاوية بن حديج السكوني من تولي منصبه، حيث ورد أنه قال: "لعمري لا تعاملنا كما عاملت إخواننا الكوفيين". هذه القصة موجودة أيضًا عند ابن تغري وابن الأثير، ولكن من المعروف أن معاوية بن حديج توفي عام 672. سبب التناقض في الحسابات غير واضح.
بالنسبة الى البلاذري، شغل ابن أم الحكم أيضًا منصب والي الجزيرة والموصل. وعينه الخليفة عبد الملك بن مروان والياً على دمشق.
ينحدر القادة الأندلسيون البارزون تمام بن علقمة الثقفي وتمام بن علقمة الوزير من مولى ابن أم الحكم ونسبوا له.